# ピフレ新長田

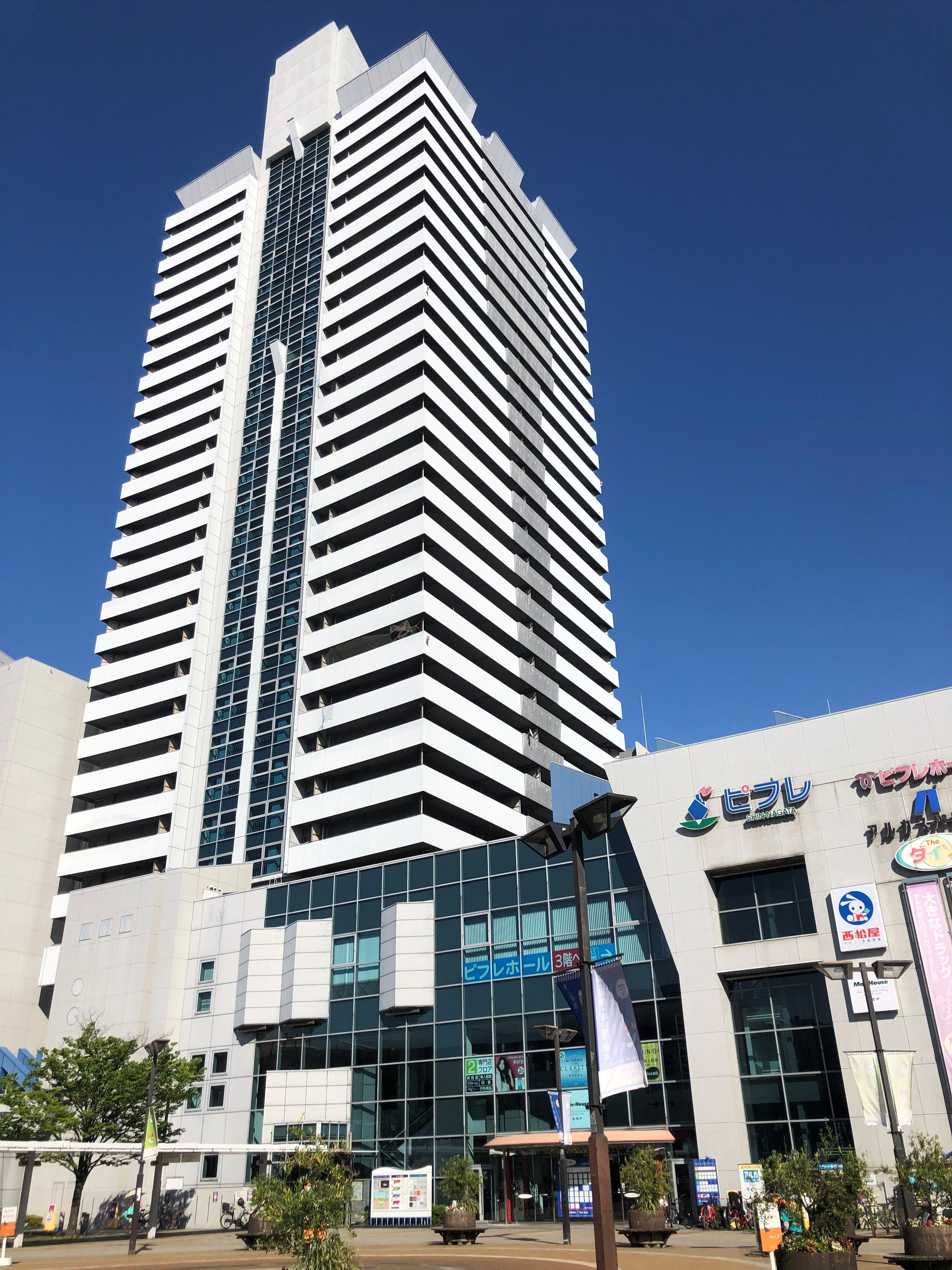
ピフレ新長田

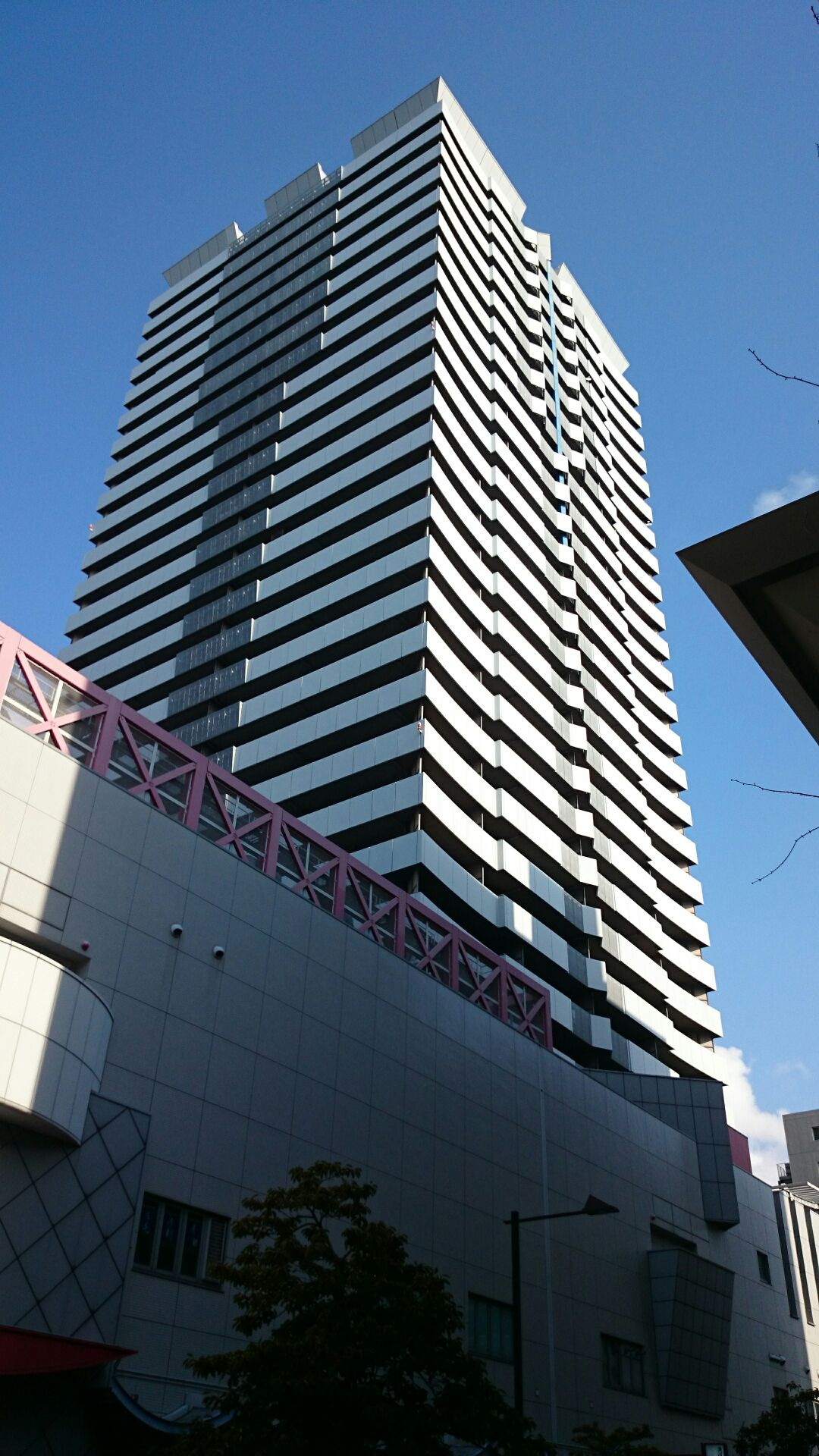
ピフレ新長田（南西より撮影）

ピフレ新長田（ピフレしんながた）は、兵庫県神戸市長田区にある超高層ビルである。

## 概要
新長田駅前地区第一種市街地再開発事業によって建設された。新長田駅から駅前広場を挟んですぐ南に位置しており、1998年に竣工した。
商業施設部分は神戸すまいまちづくり公社が管理運営をしている。
阪神・淡路大震災時点では基礎工事が終わったばかりであった。

## 建築概要
- 規模 - 地上27階、地下2階
- 高さ - 107m
- 延床面積 - 30,810m2
- 敷地面積 - 3,870m2
- 建築面積 - 3,351m2
- 所在地 - 神戸市長田区若松町4丁目2-15

## 主なテナント
- ミクちゃんガイア新長田店（1F外向き店舗）
- easeヘアー
- アルカドラッグ
- ダイソー
- 西松屋
- ピフレホール（414席）
- カラオケバンバン 新長田店（1F外向き店舗）
- お好み焼きれお

## 周辺情報
- ジョイプラザ

## 交通アクセス
- JR西日本 神戸線 新長田駅
- 神戸市営地下鉄 海岸線 新長田駅
- 神戸市営地下鉄 西神・山手線 新長田駅

座標: 北緯34度39分24.6秒 東経135度8分44.4秒 / 北緯34.656833度 東経135.145667度